# Albert Baun
Albert Friedrich Baun (* 12. Juni 1836; † nach 1910) war ein deutscher Verwaltungsbeamter.

## Leben
Nach dem Besuch des Lyzeums in Ludwigsburg legte Albert Baun beim Departement des Innern die niedere Dienstprüfung ab. Von 1859 bis 1863 studierte er Regiminalwissenschaft an der Eberhard Karls Universität Tübingen und wurde 1859 Mitglied der Landsmannschaft Ulmia Tübingen, die von 1861 bis 1863 Corps Ulmia Tübingen hieß. 1863 legte er die 1. und 1864 die 2. höhere Dienstprüfung ab. 
In der Folge war er Assistent beim Oberamt Heidenheim und Hilfsarbeiter bei der Stadtdirektion Stuttgart. Zunächst als provisorischer Aktuar wieder beim Oberamt Heidenheim, wurde er dort 1866 zum Aktuar und Amtmann ernannt. Von 1873 bis 1874 war er Kolleligialhilfsarbeiter bei der Regierung des Jagstkreises in Ellwangen und von 1874 bis 1876 in der Abteilung für das Hochbauwesen des Ministeriums des Innern in Stuttgart.
1876 wurde Baun zum Oberamtmann des Oberamts Schorndorf ernannt. 1888 wechselte er als Regierungsrat und Kollegialrat zur Regierung des Jagstkreises, wo er 1899 zum Oberregierungsrat befördert und 1910 als Regierungsdirektor pensioniert wurde. Im Nebenamt war er Vorstand der Landwirtschaftlichen Berufsgenossenschaft im Jagstkreis. Er verfasste ein Staatsbürgerhandbuch.

## Auszeichnungen
- Ritterkreuz 1. Klasse des Friedrichs-Ordens, 1884
- Ehrenkreuz des Ordens der Württembergischen Krone, 1908

## Schriften
- Staatsbürger-Handbuch, 1890